# Nowe Laski
Nowe Laski (phát âm tiếng Ba Lan: [ˈnɔvɛ ˈlaskʲi], bản dịch: "Những mới"; tiếng Đức: Neu Latzig k) là một ngôi làng thuộc khu hành chính của Gmina Wierzchowo, thuộc quận Drawsko, West Pomeranian Voivodeship, ở phía tây bắc Ba Lan. Nó nằm khoảng 8 kilômét (5 mi) về phía đông nam của Wierzchowo, 28 km (17 mi) về phía đông nam của Drawsko Pomorskie và 104 km (65 mi) về phía đông của thủ đô khu vực Szczecin.
Trước năm 1945, khu vực này là một phần của Đức. Đối với lịch sử của khu vực, xem Lịch sử của Pomerania.
Làng có dân số 120 người.